# 犀 (木版画)
『犀』（さい、独: Rhinocerus、英: Dürer's Rhinoceros）はルネサンス期のドイツ人画家、版画家のアルブレヒト・デューラーが1515年に製作した木版画。この木版画は、1515年初頭にリスボンに到着したインドサイを描写した作者未詳の簡単なスケッチと説明をもとにしており、デューラー自身が直接サイを観察して製作したものではない。ローマ時代以降1515年まで、生きたサイはヨーロッパに持ち込まれたことがなく、デューラーも本物のサイを見たことはなかった。1515年の終わりごろにポルトガル王マヌエル1世がローマ教皇レオ10世にこのサイを贈ろうとしたが、輸送途中の船が1516年初頭にイタリア沖で難破し、サイも死んでしまう。これ以降、1579年にスペイン王フェリペ2世にインドからサイが贈られるまで、ヨーロッパでは生きたサイを目にすることはできなかった。
デューラーの手によるこの木版画は生物学的、解剖学的に正確なものではない。しかしながらヨーロッパで非常に有名となり、その後3世紀に渡って何度も模倣された。ヨーロッパでは18世紀末にいたるまで、この木版画はサイを正確に描写しているものと信じられていたのである。その後サイのイメージは、1741年にロッテルダムに持ち込まれ、17年間ヨーロッパ中を巡業したメスのインドサイのクララ (en:Clara (rhinoceros)) などを描いた、より正確なスケッチや絵画に置き換えられた。とはいえ「動物を描写した作品のうち、これほど芸術分野に多大な影響を与えたものはおそらく存在しない」とまでいわれている。

## モデルとなったサイ
1514年初頭にポルトガル領インド総督アフォンソ・デ・アルブケルケは、グジャラート・スルターン朝の統治者だったムザッファル・シャー2世に同王国のディーウ島に要塞の建設許可を求める使者を送った。最終的にこの建設要求は却下されたのだが、交渉時に外交儀礼として互いに交わした贈答品に一頭のインドサイが含まれていた。当時の実力者たちには、諸外国との外交手段として動物園で飼育されるような珍しい動物を贈りあう慣習があり、1515年5月20日に極東からリスボンへ到着したのは、このときのインドサイである。
ムザッファル・シャー2世から贈られたこのサイはもともと飼育されていたもので、人間によく馴れた個体だった。デ・アルブケルケはガンダ（ganda）と名づけられていたこのサイとインド人飼育係のオケムとを、ポルトガル王マヌエル1世への贈物とすることとする。1515年1月にゴアからインドサイを積んだ輸送船が船出し、当時ポルトガルの植民地だった北アフリカのフォゴ島 （現カーボベルデ共和国）の、ノッサ・セニョーラ・ダ・アジューダ （Nossa Senhora da Ajuda）を経由する航路をとった。フランシスコ・ペレイラ・コウティーニョを船長とするこの輸送船は、異国の香辛料を満載した2隻の僚船とともにインド洋を横断、喜望峰を回って大西洋を北に向かっており、航海途中にモザンビーク、セントヘレナ、アゾレス諸島に寄港している。

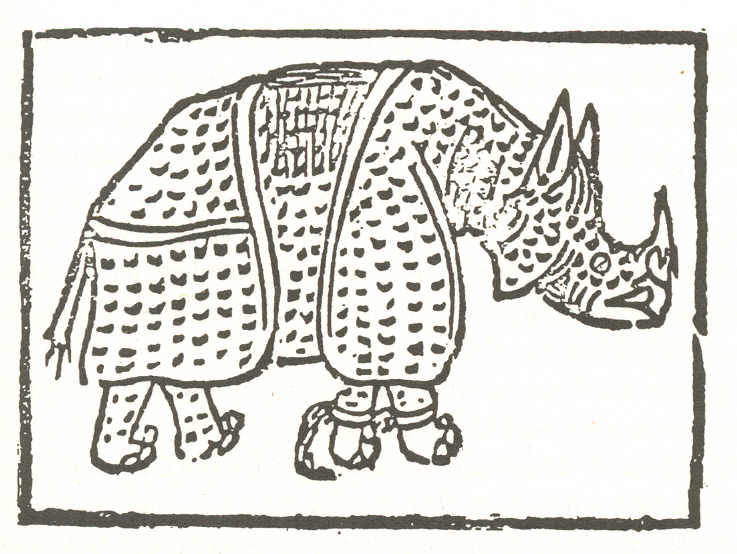
ジョヴァンニ・ジャコモ・ペンニによるサイの版画。やや稚拙な印象を与える。（セビリア、コロンビナ図書館蔵）

120日間という比較的短い航海の後、サイはポルトガルに到着する。当時建築中だったマヌエル様式のベレンの塔のすぐ近くであった。後にベレンの塔にはサイの頭を象ったガーゴイルが、コーベル（軒下の飾り）として設置されている。サイはローマ時代以降、ヨーロッパでは見ることができなかった。このことはサイに神秘性を与えることとなり、ときに神話上の動物とみなされたり、動物寓意譚では想像上の動物であるモノケロス（ユニコーン）と同一視されたりもしていた。こういった理由により、生きたサイの実物がヨーロッパにもたらされたことは大騒動を巻き起こした。ルネサンスの精神では、サイは古代ギリシア・ローマの一部であり、古代彫刻や碑文などと同様に古典古代の復興といえるものだった。
サイは学者や好奇心に満ちた人々によって観察され、この幻想的な生物について記述した書簡がヨーロッパ中に送られた。このサイを表した最初期の画像は、ヴェネツィア人医師のジョヴァンニ・ジャコモ・ペンニ（en:Giovanni Giacomo Penni）によるものである。これは1515年7月にローマで出版された詩集の挿画で、サイがリスボン到着してから8週間足らずで出版された。この挿画の現存する唯一の模写が、セビリアのコロンビナ図書館に所蔵されている。
サイはリスボンのリベイラ宮殿にあったマヌエル王の野獣園（en:Menagerie）に収容された。ここはマヌエル王が他に所有していた、ゾウなどの大型獣が収容されていたエスタウス宮殿とは離れた場所であった。マヌエルはその年の三位一体主日（Trinity Sunday）である7月3日に、このサイと自身が所有していた若いゾウとの戦いを企画する。これはゾウとサイが互いに天敵であるという、古代ローマの博物学者大プリニウスの記述 を確かめることを目的としていた。サイは敵に対してゆっくりと慎重に近づいていったが、ゾウはこの催しを見物する騒々しい観客におびえ、一合も交わすことなくその場を逃げ出した。

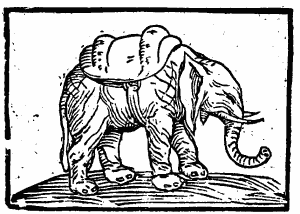
インドゾウのハノの木版画, 1514頃

マヌエルはこのサイをメディチ家出身の教皇レオ10世への贈答品とすることを決めた。1498年にヴァスコ・ダ・ガマが喜望峰経由でのインドへの航路を「発見」して以来、ポルトガル海軍が展開していた極東における植民地化の占有権継続をローマ・カトリック教会に認めさせるために、マヌエルは教皇の機嫌をとる必要があったのである。この前年にもマヌエルは白いインドゾウをレオ10世に贈っており、教皇は自身で「ハノ （Hanno）」と名づけたこのゾウに非常に満足していたという経緯もあった。1515年12月に、花で飾られた新しいグリーンのビロード製首輪をつけられたサイは、銀食器や貴重な香辛料などとともに、テージョ川からローマへ向けて航海に出た。1516年初めに船がフランスの港町マルセイユ近くを通過したときに、プロヴァンス郊外のサン＝マクシマン＝ラ＝サント＝ボーム（en:Saint-Maximin-la-Sainte-Baume）から帰還していたフランス王フランソワ1世は、このサイを見物したいと要望した。このため船はマルセイユ沖のイフ島に寄港し、フランソワ1世が見物できるように、1516年1月24日にサイが短時間この島に上陸したというエピソードがある。

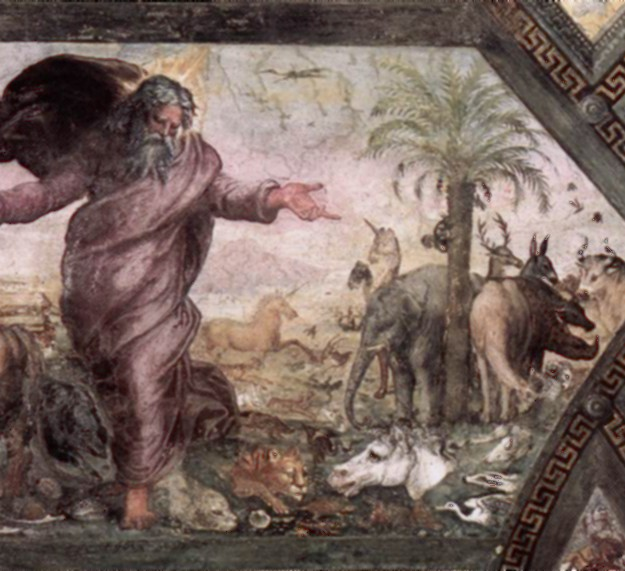
『動物の創造』 ラファエロ・サンティのフレスコ画。樹木の右側にサイが描かれ、左側に描かれているゾウは恐らくハノである。（1518年 - 1519年, Palazzi Pontifici, バチカン）

航海を再開した後、リグリア海沿岸ラ・スペツィアの北にあるポルトヴェーネレ海峡を通過する際に、船は突然の嵐に遭遇し難破する。このときサイは暴れたりしないようにデッキに鎖で縛り付けられていたため、泳ぐことができずに溺死してしまう。サイの死骸はヴィルフランシュ＝シュル＝メール近くで収容され、その後リスボンへ返されたサイの毛皮は剥製となった。毛皮の標本が1516年2月にローマへ送られ、中に藁を詰めて展示されていたとする記録もあるが、16世紀の剥製作成技術からすると信憑性に疑問が残る。リスボンで生きたサイが大きな評判を呼んだのとは対照的に、ローマではほとんど話題にならなかったが、当時の画家ジョヴァンニ・ダ・ウディーネ（en:Giovanni da Udine）やラファエロ・サンティが絵画に残している。
サイの剥製がその後どうなったのかは不明である。その後もローマにあったとすれば、メディチ家によってフィレンツェへ持ち去られたのかも知れず、1527年のローマ略奪で失われたのかも知れない。1996年にイギリスの作家ローレンス・ノーフォークが、このサイをもとにして『教皇のサイ（The Pope's Rhinoceros）』という小説を書いている。

## デューラーの木版画

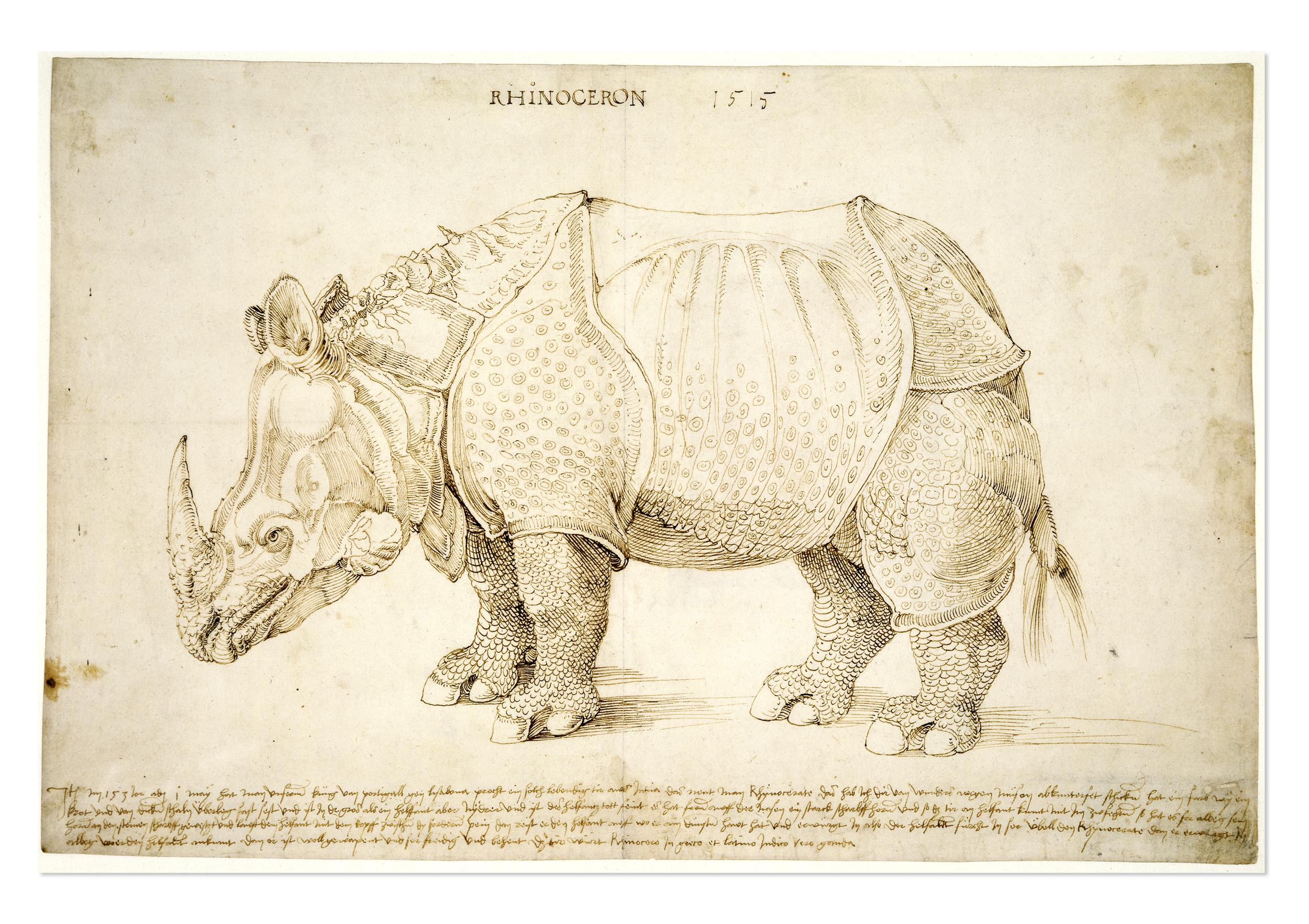
『犀』 デューラーがペンとインクで描いたサイ。この作品の説明書きには、サイがリスボンに到着したのは「1513年」だとしている。 （ アルブレヒト・デューラー, 1515年, 大英博物館, ロンドン）

モラヴィア出身の商人で、印刷業者でもあったヴァレンティン・フェルナンデスはサイがリスボン到着後すぐに見に行き、1515年6月にニュルンベルクに住んでいた友人にサイのことを書いた書簡を出している。ドイツ語で書かれた原本の書簡は現存していないが、イタリア語に翻訳された写しがフィレンツェ国立中央図書館に残されている。同じ頃に筆者不明の書簡が、同じく作者不明のサイのスケッチとともにリスボンからニュルンベルクへと送られた。デューラーはこの書簡とスケッチをニュルンベルクで見ている。この書簡とスケッチをもとに、デューラーは自身で一度もサイを見ることなしに、ペンとインクによるスケッチを2枚描き上げた。そして2枚目のスケッチから、構図を左右逆にして木版画が制作されたのである。
この木版画にはドイツ語の説明書きがあり、そこには大プリニウスの著作からの引用が含まれている。

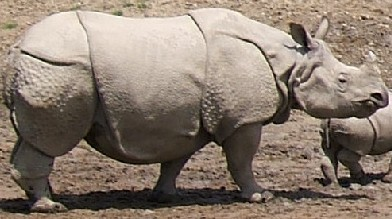
インドサイ。デューラーが描いた装甲のような皮膚にも見える。

デューラーの木版画は実在のサイを正確に表現したものではない。デューラーはサイを、喉当てや胸当てが鋲止めされた鎧のような強固な装甲に覆われた動物として描いた。不正確な箇所は他にも背中前方の捻れた小さなツノ、うろこに覆われた脚、身体が極端に短いことなどが挙げられる。このような特徴は本物のサイには見られない。しかしながら、全身を守る西洋の鎧がゾウに立ち向かうサイをモデルとしてポルトガルで作製されたかも知れず、デューラーが描いたこのような表現は、逆説的に鎧の描写として正確であった可能性もある。もしかしたらデューラーが表現した「鎧」はインドサイの厚い表皮のしわを再現したものか、あるいは他の明らかな誤り同様にデューラーの単純な誤解か想像の産物だったものかも知れない。さらにデューラーはサイがウロコで覆われているかのような質感で表現している。これはデューラーがインドサイのざらついた、ほぼ無毛な表皮を表現しようと試みたのかも知れない。上脚部と肩部にはイボ状の突起物が見られるが、これはインドからポルトガルへの4か月の輸送中に狭い場所に閉じこめられていたために罹病した皮膚炎をそのまま表現している可能性がある。

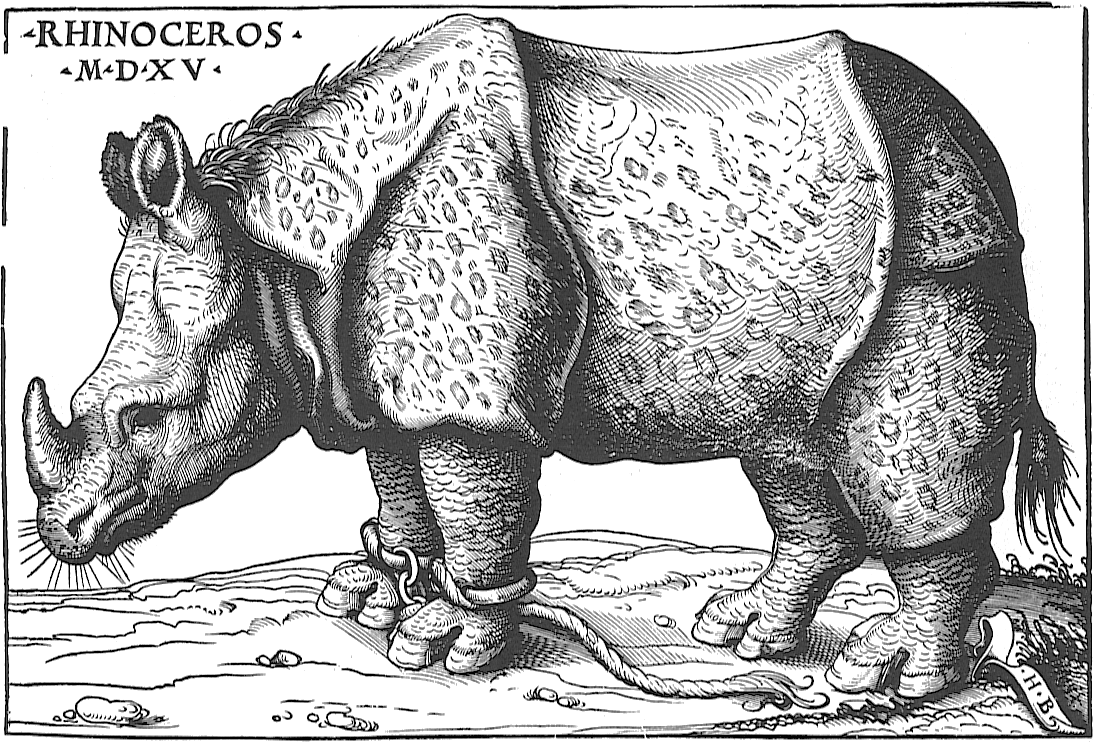
ハンス・ブルクマイアーがペンとインクで描いたサイ（1515年, アルベルティーナ美術館, ウィーン）

デューラーがニュルンベルクに滞在していたときとほぼ同時期にアウクスブルクに滞在していたドイツ人画家、版画家ハンス・ブルクマイアーが作製した、もう一枚のサイの木版画がある。当時ブルクマイアーはリスボン在住の商人と書簡の遣り取りをしていたが、デューラーと同様にサイに関する書簡やスケッチを目にしたのか、実際にポルトガルでサイを観察したのかどうかは分かっていない。ブルクマイアーの木版画はデューラーのものと比較するとサイの実物に近い。デューラーの木版画に見られる架空の2本目のツノなど余計な付け足しは見られず、サイを拘束し繋ぎとめていた脚鎖が表現されている。しかしながらデューラーの作品はより迫力のあるもので、ブルクマイアーの作品の評判を上回った。ブルクマイアーの木版画のコピーが1枚だけしか現存していないのに比べ、デューラーのオリジナルの木版はその後も何度もコピーされている。デューラーは最初の木版画を自身で作製し、その木版画には5行の説明書きが添えられている。この説明書きが、1528年にデューラーが死去した後も何度もコピーされ作製された木版画と、デューラーのオリジナルの木版画とを識別する相違点である。1540年代に作製された2種類の木版画や16世紀後半に作製された2種類の木版画 では説明書きが6行となっている。1620年ごろに、単色刷りで1枚の木版しかなかったデューラーの木版画に明暗を与える（キアロスクーロ）ことを目的として追加の木版が製作され、この木版を用いてウィリアム・ジャンセンが作製した版画をアムステルダムで見ることができる。デューラーの手によるオリジナルの木版はサイの脚部に虫食い穴ができ、ひび割れてしまったが、その後も長く使い続けられた。

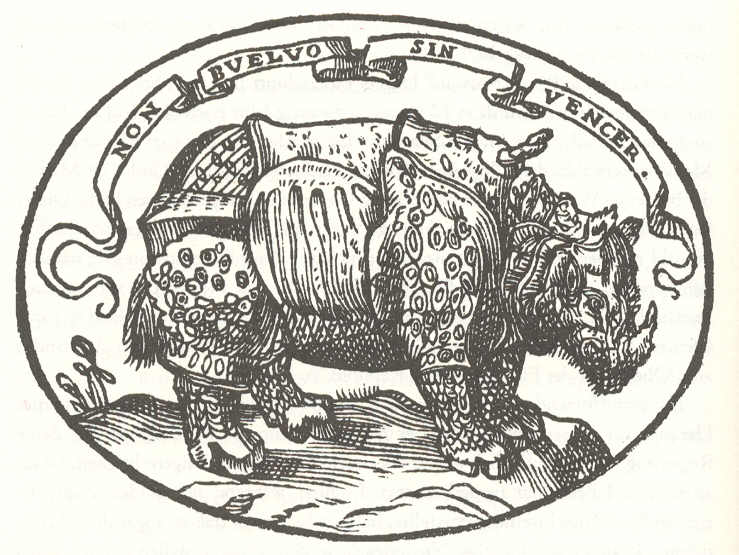
アレッサンドロ・デ・メディチのエンブレム

『犀』はサイの描写に誤りが多かったにもかかわらず非常に有名な作品で、これは18世紀後半になって正確にサイが描写されるまで続くことになる。デューラーは『犀』を製作するにあたって、美しく緻密な作品ができる銅版を用いたエングレービングではなく、おそらく故意に木版画を選択しており、これは木版画のほうが大量印刷に適していたためと考えられている。この作品はゼバスチアン・ミュンスター（en:Sebastian Münster）の『コスモグラフィア（Cosmographiae）』 (1544年)、コンラート・ゲスナーの『博物誌 （en:Historiae animalium (Gesner))』（1551年）、エドワード・トプセル（en:Edward Topsell）の『四足獣の歴史（The History of Four-footed Beasts）』（1607年）など、多くの博物学者、地理学者たちの著作に引用されてきた。他にデューラーの『犀』をもとにしたことが明白なのは、1536年7月にアレッサンドロ・デ・メディチのサイをモチーフとしたエンブレムである。このエンブレムには「勝利なき帰還なし（Non buelvo sin vencer、古スペイン語）」というモットーも刻まれている。パリにはデューラーの『犀』をベースとした彫刻がある。フランス人彫刻家ジャン・グージャンがデザインした高さ21mのオベリスクで、1549年に新王アンリ2世の行幸を祝ってサン・ドニ通りにあるセパルカー教会の正面に立てられた。また、『犀』は、ライデン大学教授で、動物学者、医学者のヤン・ヨンストンの『動物図譜』にも掲載された。『動物図譜』は江戸時代の日本にも伝わり、谷文晁が模写をした『犀図』が残されている。谷文晁よりも早く、幕府侍医・蘭学者の桂川甫周は1782年に拡大模写した彩色図を作成し、漢文の説明を加えている。

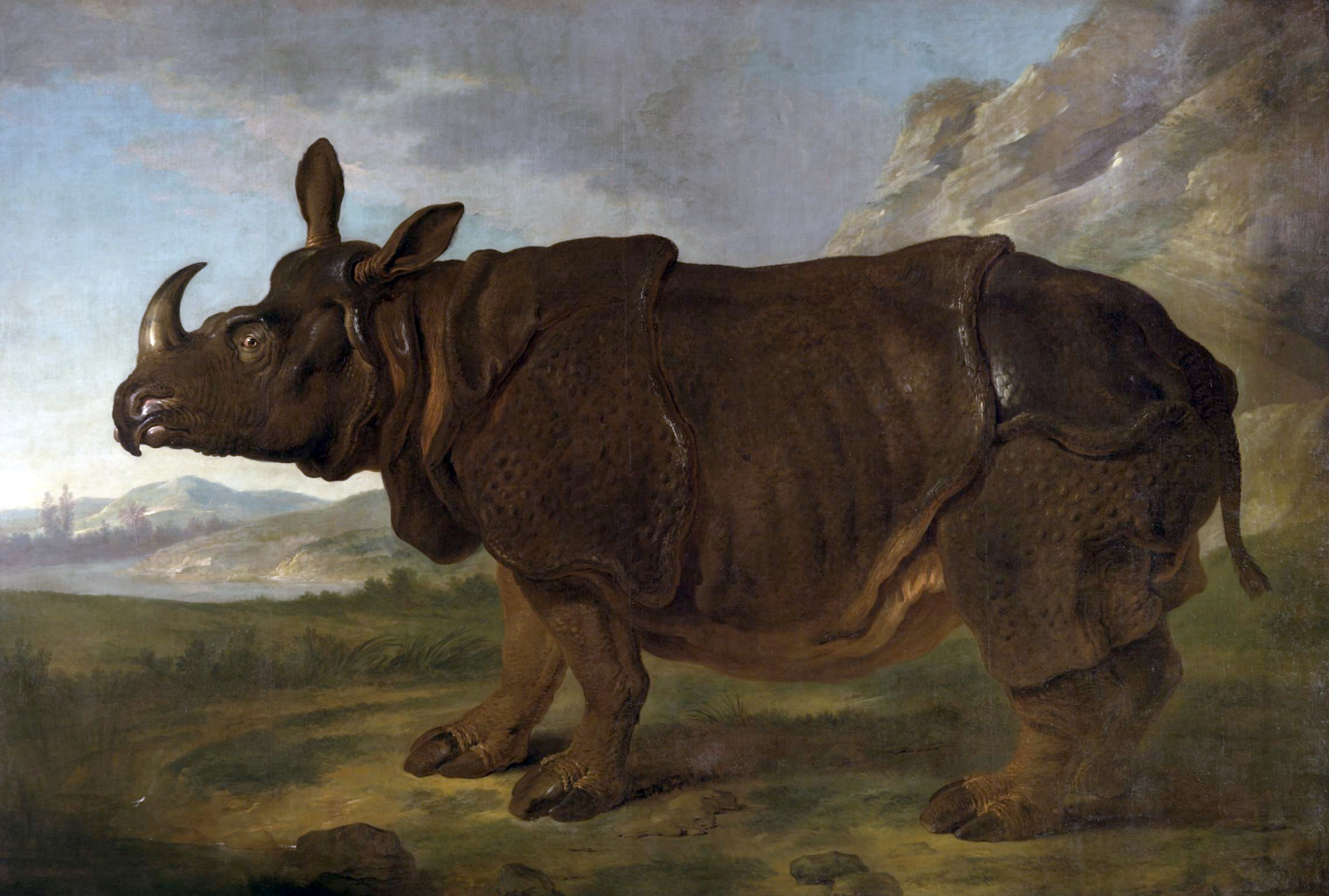
『Clara le Rhinoceros』 ヨーロッパを巡業したインドサイのクララを描いたジャン＝バティスト・ウードリーの油彩（ 1749年, 州立シュヴェリーン美術館）

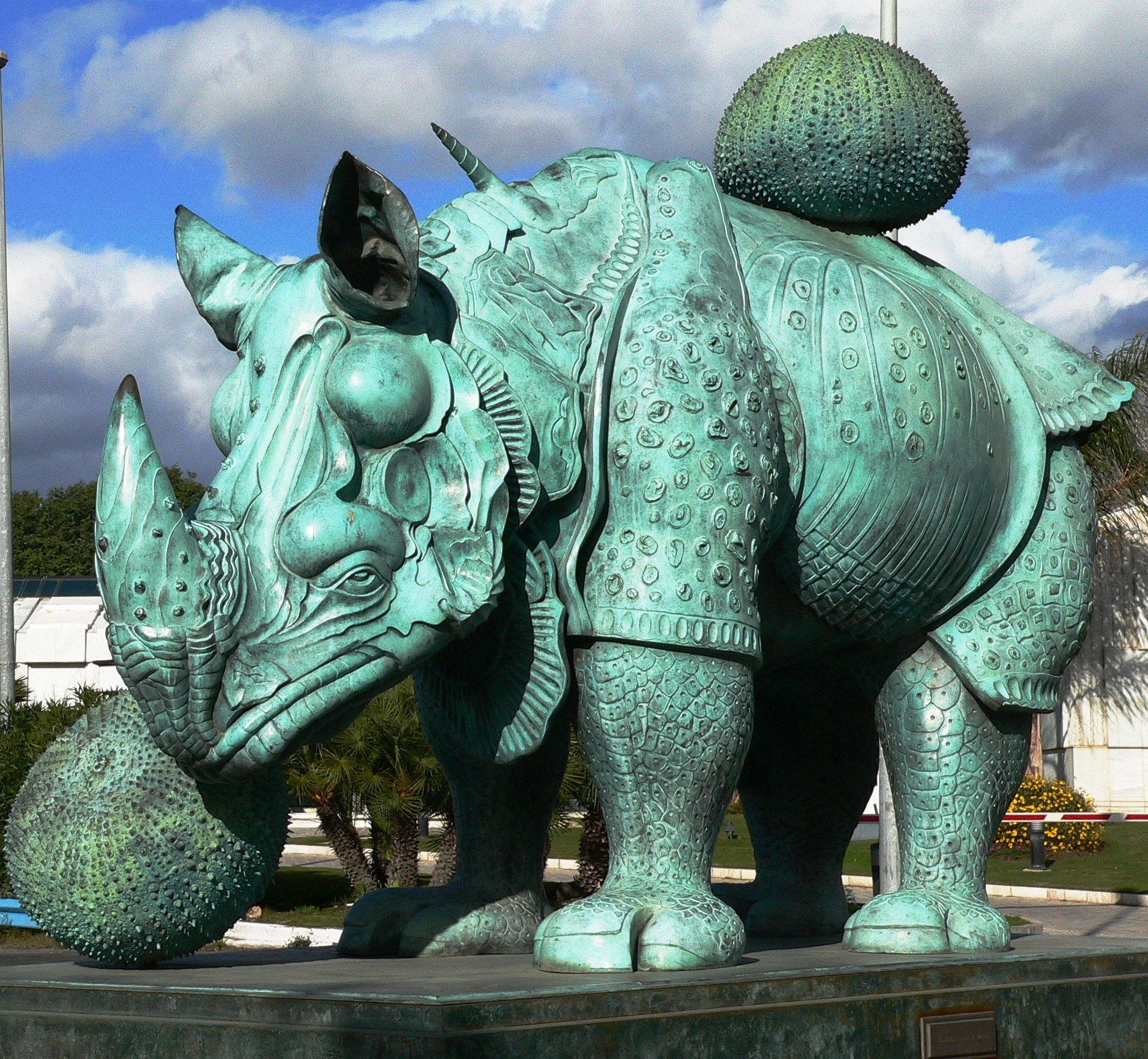
『Rinoceronte vestido con puntillas』 サルバドール・ダリ, 1956年, スペイン, マルベーリャ

『犀』の評価とそれをもとに派生した作品の数は、生きたサイがヨーロッパに輸入され、大衆の目に触れる機会が多くなった18世紀中盤以降低いものとなり、サイのイメージはより正確なものに置き換えられることとなる。ロココ期のフランス人画家、版画家ジャン＝バティスト・ウードリー （Jean-Baptiste Oudry）は、17年間ヨーロッパ中を巡業したインドサイのクララを1749年に実物大で描き、イギリス人画家ジョージ・スタッブスも、1790年頃にロンドンで大きなサイの絵画を描いている。この2枚の絵画はデューラーの木版画より正確で、人々のサイに対するイメージはそれまでのデューラーの作品によるものから、実物のサイのイメージへと徐々に変化していった。特にウードリーの絵画は、フランス人の博物学者ビュフォンの著書で広く模倣された『一般と個別の博物誌』に記載されている図像に大きな影響を与えている。
1790年にはスコットランド人の旅行家、紀行文作家ジェームス・ブルース（en:James Bruce）がアフリカを流れるナイル川を扱った紀行文『Travels to discover the source of the Nile』で、「あらゆる誤りが取り除かれたのは喜ばしいことだ」「サイが奇怪で間違った姿で描かれ続けたのはデューラーの作品が原因である」として『犀』を非難している。しかしブルースがデューラーの『犀』が誤りであるとしたのはアフリカのシロサイとの比較においてであり、インドサイとシロサイとではその外見が明白に異なっている。従ってシロサイとの比較によってデューラーを非難することが適当とは言えないのは明らかである 。
日本でも『薔薇の名前』の作者として有名な記号学者のウンベルト・エーコは、デューラーが描いた「ウロコや重なり合った鎧のような装甲」は、たとえサイをよく知る人であってもサイを表現する上で必要な要素であり、「このような様式化されたともいえる「記号」だけが、人々にとって「サイ」を理解する象徴となりえる」とした。さらにエーコは実在のサイの表皮が見た目よりも荒く、デューラーが『犀』に表現した鎧やウロコは見た目以上のものを表現していると指摘している。
1930年代までデューラーの『犀』は、サイを正確に表現しているとしてドイツの学校教科書に採用されていた。今でもドイツ語ではインドサイは「装甲に覆われたサイ（Panzernashorn）」と言われている。『犀』は未だに芸術への影響は大きく、サルバドール・ダリが1956年に製作した彫刻『Rinoceronte vestido con puntillas』が、2004年からスペインのマルベーリャのプエトロ・バヌースに展示されている。